# Józef Brzeziński (kasztelan)
Józef Brzeziński herbu Doliwa (zm. w 1783 roku) – kasztelan kruszwicki w latach 1779–1782, kasztelan kowalski w latach 1778–1779, starosta inowrocławski w latach 1770–1782, chorąży inowrocławski w latach 1757–1770, chorąży brzeski w 1757 roku, sędzia ziemski inowrocławski w 1757 roku, konsyliarz województw kujawskich w konfederacji radomskiej w 1767 roku.
Poseł na Sejm 1776 roku z województwa brzeskokujawskiego.
Był kawalerem Orderu Świętego Stanisława.